# Monica Dogra
Monica Dogra (n. 25 de octubre de 1982 en Baltimore, Maryland),  es una cantante y actriz estadounidense, de origen indio. Ella es la vocalista principal del dúo Shaa'ir and Func, fundada en Mumbai en 2005. Ella como actriz ha participado en varias películas de Bollywood Dhobi Ghat.

## Biografía
Mónica Dogra es hija de padres inmigrantes indios. Su tío materno es un cantante de música folclórica, Dogri Prakash Sharma. Ella creció en Baltimore, Maryland, asistió a la Escuela Primaria de Oakleigh, Montessori, Dulaney High School. Más adelante asistió al Nyu entre el 2000 y 2004, un conservatorio donde se graduó con una licenciatura en Música. En una entrevista señaló ser la vocalista de Sreetama Ghosh.

## Carrera

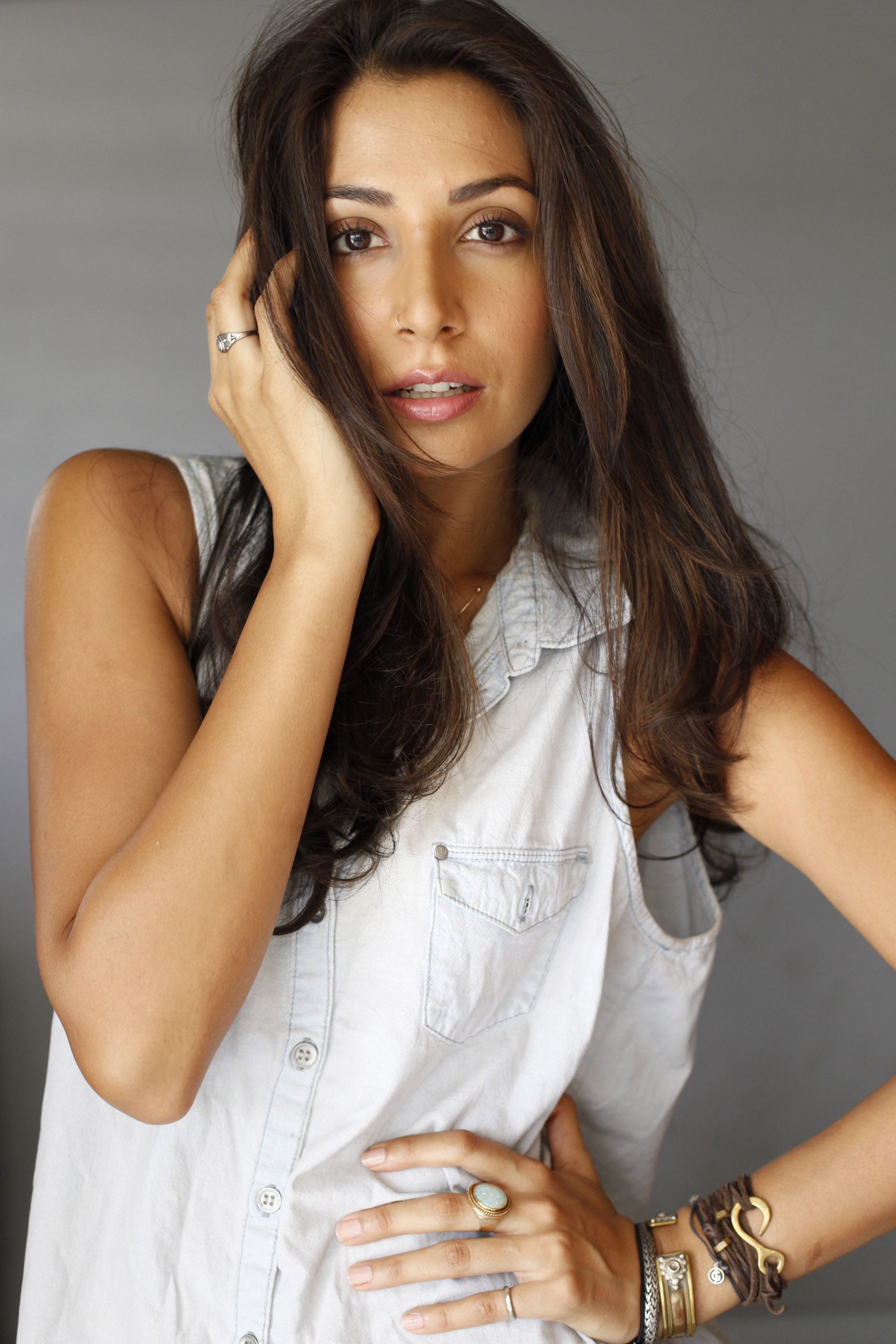
Mónica Dogra.

Más adelante se trasladó a la India y en 2005, formó parte del dúo electro-rock indio "Shaa'ir + Func", junto al guitarrista Randolph Correia. En 2007, lanzaron su primer álbum debut titulado New Day. Seguido después por otros álbumes como Light Tribe en 2008 y Mantis en 2010. Quienes se dieron a conocer con su primer tema musical titulado "Dooriyan Bhi Hai Zaroori" con Vishal Dadlani, para una película titulada "Break Ke Baad". También interpretaron otro tema musical titulado "Inkaar" (temático), de la versión en inglés con Shahid Mallya en la película Inkaar (2013). 
Ella ha incursionado en el género Rock On!!. En 2008, fue la invitada por la directora de cine Kiran Rao, para que trabajara como actriz en la película Rao Dhobi Ghat. Aunque Dogra rechazó inicialmente su personaje, pero finalmente logró aceptar. En diciembre del 2011, fue jurado de "Never Rolling Stone", un concurso de talento musical. También fue presentadora de un programa de televisión llamado "Dewarists", un espectáculo de colaboración musical a mundial difundida desde la India. En 2013, ha compartido los escenarios con el violinista Scott Tixier, para realizar una serie de conciertos patrocinados por "Dos Equis" por los Estados Unidos. 
En marzo de 2014, ella apareció en la portada de la revista FHM

## Filmografía
| Año  | Título     | Personaje | Otras notas         |
| ---- | ---------- | --------- | ------------------- |
| 2008 | Rock On!!  | Shaair    | Guest appearance    |
| 2011 | Dhobi Ghat | Shai      | Debut film as actor |
| 2012 | David      | Noor      |                     |
| 2012 | Fireflies  |           | Announced           |
| 2015 | Mirage     | TBA       | Post-Production     |